# Alicia Harding
Alicia Dawn Gallagher (apellido de soltera: Harding, previamente  y Metcalfe) es un personaje ficticio de la serie de televisión Emmerdale Farm, interpretada por la actriz Natalie Anderson del 11 de agosto del 2010 hasta el 10 de septiembre del 2015.

## Biografía
En septiembre del 2015 Alicia le dice a David que quiere regresar a Portugal, sin embargo David quiere quedarse, comprar la tienda y restablecerse en Emmerdale, cuando ambos se dan cuenta de que quieren cosas diferentes deciden terminar con su matrimonio y después de despedirse, Alicia se va a Portugal, unos días después Leyla le dice a David que Alicia quiere el divorcio.